# Beli Kliutx (Saràtov)
|  | Per a altres significats, vegeu «Beli Kliutx». |

Beli Kliutx (en rus: Белый Ключ) és un poble de l'óblast de Saràtov, a Rússia, segons el cens del 2010 tenia vuit habitants. Pertany al districte municipal de Volsk.